# 鐮鰭鸚嘴魚
鐮鰭鸚嘴魚，為輻鰭魚綱鱸形目隆頭魚亞目鸚哥魚科的其中一種，分布於西印度洋區，包括阿曼、莫三比克、模里西斯、塞席爾群島海域，體長可達60公分，體重可達3公斤，棲息在臨海礁坡，以藻類為食，可做為食用魚。